# Евреи-оберландеры
Евреи-оберландеры (идиш אויבערלאנד‎, транслитерация ойберланд, что означает «нагорье; высокогорная местность»; ивр. גליל עליון‎, транслитерация Galil E’lion (Галиль Эльон), «верхняя провинция») — это евреи, которые жили в северо-западных регионах исторического Королевства Венгрии, в настоящее время это западная Словакия и восточная федеральная земля в Австрии Бургенланд.
В этом контексте «оберланд» — это венгерско-еврейский историографический термин, который не относится к исторической территории Верхней  Венгрии, которую по-немецки тоже называли «оберланд».
Он берёт начало в схеме иммиграции евреев в Венгрию в XIII веке. Те, кто прибывали из Австрии и Моравии, селились в прилегающих северо-западных областях Венгрии, постепенно расселяясь дальше; однако широкая полоса в центре северной части Венгрии оставалась закрытой для евреев вплоть до 1840 года, когда запреты на регионы проживания были сняты. Таким образом, разграничительная линия отделяла евреев с австрийскими и моравскими корнями от галицийских евреев, которые иммигрировали в северо-восточные области Венгрии. Тех, кто жил к западу от неё, стали называть «оберландеры» (те, кто живут в верхней, гористой части), а галицийских евреев, соответственно, стали называть «антерландеры», что значит «жители низменности». На иврит это было переведено как Верхние и Нижние провинции (Galil E’lion, Galil Takhton). Название было создано первыми самими жителями «Верхних провинций». После 1840 года географическая граница между двумя группами евреев преобразовалась в лингвистическую, так как группы использовали разные диалекты идиша.